# Менунос, Мария
Мари́я Констанинос Мену́нос (англ. Maria Constaninos Menounos, греч. Μαρία Κωνσταντίνο Μενούνος; 8 июня 1978, Медфорд, Массачусетс, США) — американская актриса

, телеведущая, журналистка и профессиональный рестлер.

## Биография
Менунос родилась в Медфорде, штат Массачусетс, в семье греков Костаса и Лицы Менунос, которые работали дворниками в ночном клубе в Бостоне. У неё есть младший брат по имени Питер. Менунос посещала греческую православную церковь Успения Пресвятой Девы Марии в Сомервилле, штат Массачусетс. Она также посещала среднюю Медфордскую школу.
Менунос окончила колледж Эмерсона в Бостоне, где она участвовала в организации Emerson Independent Video.

## Карьера

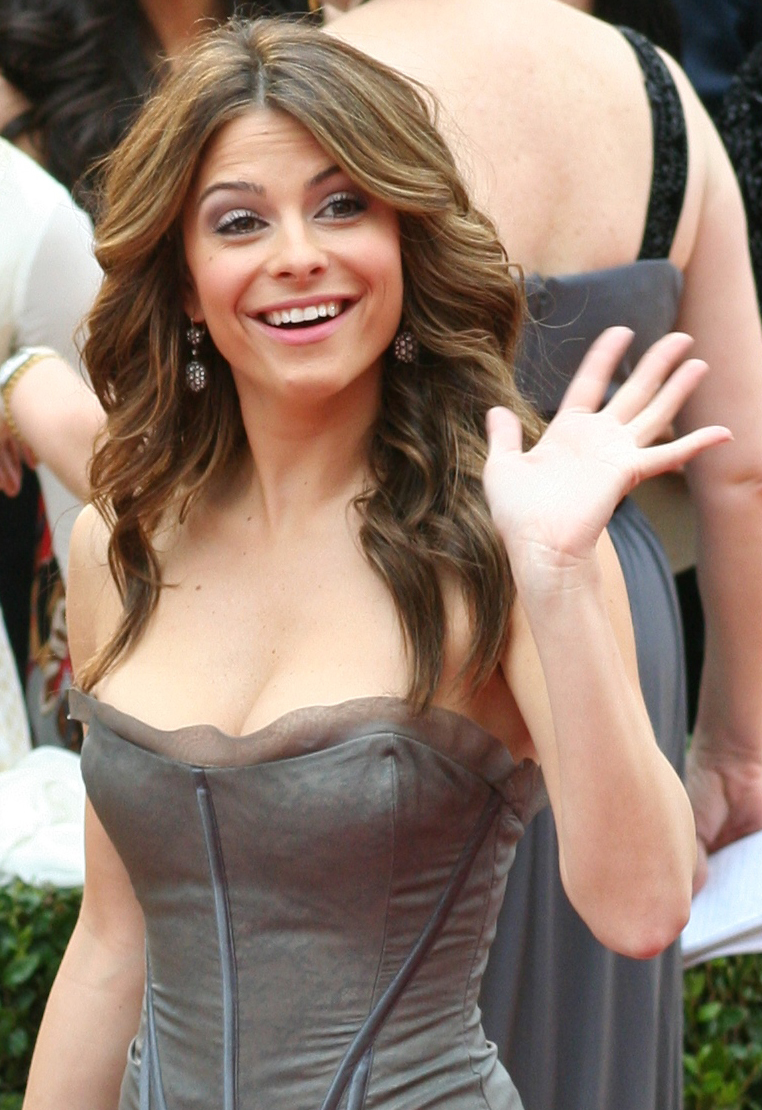
Менунос в феврале 2009 года

В 1996 году победила на конкурсе Miss Massachusetts Teen USA.
В 1995 году Менунос начала соревноваться в конкурсах красоты. В следующем году она выиграла титул Мисс Массачусетс Teen USA, и  соревновалась в Miss Teen USA, где она заняла 15-е место, получив почётное упоминание во время предварительного конкурса. Менунос занял 13-е место в предварительном порядке. Мария соревновалась за звание Мисс Массачусетс США 2000 года. Она заняла второе место.
В 2006 году вместе с Сакисом Рувасом была ведущей конкурса песни «Евровидение 2006».
С 2009 года выступает на различных реслинг-шоу WWE.

## Личная жизнь
В апреле 1998 года Менунос начала встречаться с Кевеном Андергаро. 9 марта 2016 года Андергаро сделал ей предложение в прямом эфире Шоу Говарда Стерна. 31 декабря 2017 года они поженились в Таймс-сквере в новогоднем прямом эфире телеканала Fox, их брак заключил комедиант Стив Харви. 23 июня 2023 года у супругов родилась дочь, Афина Александра Андергаро, с помощью суррогатной матери.

### Проблемы со здоровьем
В то время, когда Менунос заботилась о своей матери, у которой был рак мозга четвёртой стадии, она обнаружила собственные проблемы со здоровьем. В феврале 2017 года Менунос начала испытывать тревожные симптомы болезни. «У меня случались головокружения на съёмках, а затем начинались головные боли», — рассказала она в эксклюзивном интервью журналу People. «Моя речь стала невнятной, и мне трудно было читать с телесуфлёра». МРТ обнаружила у Менунос менингиому размером с мячик для гольфа, которая давила на лицевые нервы. Менунос обратилась к врачу своей матери, нейрохирургу Кейту Л. Блэку, и он назначил ей операцию на 8 июня, день её 39-го дня рождения, с уверением, что опухоль, скорее всего, доброкачественная. Во время сложной операции, длившейся около семи часов, д-р Блэк смог удалить 99,9% опухоли, которая оказалась доброкачественной. По словам Блэка, существует лишь 6-7-процентная вероятность рецидива. После шести дней в больнице, Менунос вернулась домой и позже оправилась от болезни.
Летом 2022 года у Менуноус диагностировали сахарный диабет 1-го типа.
В январе 2023 года у Менунос диагностировали рак поджелудочной железы II стадии, и она перенесла операцию. Рак был обнаружен при МРТ-скрининге всего тела после того, как ранее он был пропущен при проведении компьютерной томографии, назначенной в больнице.

## Избранная фильмография
| Год       |     | Русское название           | Оригинальное название                           | Роль                 |
| --------- | --- | -------------------------- | ----------------------------------------------- | -------------------- |
| 2002      | с   | Сабрина — маленькая ведьма | Sabrina, the Teenage Witch                      | репортёр             |
| 2003      | с   | Без следа                  | Without a Trace                                 | Крис Сандерс         |
| 2004      | с   | Один на один               | One on One                                      | Гленда               |
| 2004—2005 | с   | Холм одного дерева         | One Tree Hill                                   | Джулс                |
| 2005      | ф   | Фантастическая четвёрка    | Fantastic Four                                  | медсестра            |
| 2006      | с   | Клиника                    | Scrubs                                          | Тамара               |
| 2006      | кор |                            | Fwiends.com                                     | Глэдис               |
| 2006      | с   | Красавцы                   | Entourage                                       | в роли самой себя    |
| 2007      | ф   |                            | In the Land of Merry Misfits                    | Рисандра             |
| 2007      | ф   | Танцуй до упаду            | Kickin' It Old Skool                            | Дженнифер            |
| 2009      | с   | Рыцарь дорог               | Knight Rider                                    | агент Джесси Реннинг |
| 2011      | ф   |                            | Adventures of Serial Buddies                    | Кэйтлин              |
| 2012      | с   | Луи                        | Louie                                           | корреспондентка      |
| 2012—2013 | мс  |                            | The High Fructose Adventures of Annoying Orange | леди                 |
| 2013      | ф   | Паранормальное кино        | Paranormal Movie                                | доктор Лани          |
| 2013      | ф   | Люблю твою жену            | The Right Kind of Wrong                         | Камео                |
| 2015      | тф  | Акулий торнадо 3           | Sharknado 3: Oh Hell No!                        | Си. Джей. Соркин     |